# Змеиношеие черепахи
Змеиношеие, или змеиношейные черепахи (лат. Chelidae) — семейство черепах.
В отличие от пеломедузовых, змеиношейные черепахи совсем не втягивают шею внутрь, а лишь закладывают её вбок под панцирь, так что вся шея и голова видны спереди. В брюшном щите у них всего 9 костных пластинок, у большинства видов имеется на карапаксе непарный шейный щиток, а кости нижней челюсти разделены швом в подбородочном соединении.
Длина панциря черепах семейства варьируются от 15 см болотной жабьей черепахи (Pseudemydura umbrina) до полуметра у гигантской змеиношейной черепахи (Macrochelodina expansa).
Змеиношеие черепахи ведут водный или полуводный образ жизни. Большинство видов населяет стоячие пресные водоёмы, медленнотекущие реки и болота. Змеиношеяя черепаха Зибенрока (Chelodina siebenrocki) обитает в солоноватой воде.
Змеиношеие черепахи являются хищниками, питаются рыбой и беспозвоночными.
У некоторых популяций красноголовой плоской черепахи (Platemys platycephala) присутствует необычная форма триплоидности, при которой клетки могут быть диплоидными или триплоидными.

## Классификация
Семейство содержит около 52 видов, объединённых в 15 родов.
Черепахи подсемейства Chelodininae обитают в Австралии, на Новой Гвинее и Тиморе. Черепахи подсемейств Chelidinae и Hydromedusinae населяют Южную Америку.
- подсемейство Chelodininae
  - род Chelodina — австралийские змеиношеие черепахи
  - род Elseya — зубчатые элсеи, или элсеи
  - род Elusor
  - род Emydura — Короткошеие (короткошейные) черепахи
  - род Macrochelodina
  - род Macrodiremys
  - род Pseudemydura — болотные жабьи черепахи
  - род Rheodytes — черепахи Фитцроя, или реодитесы
- подсемейство Chelidinae
  - род Acanthochelys
  - род Chelus — бахромчатые черепахи, или матаматы
  - род Mesoclemmys — выпуклые черепахи
  - род Phrynops — жабоголовые черепахи
  - род Rhinemys
  - род Platemys — плоские черепахи
- подсемейство Hydromedusinae
  - род Hydromedusa — гидромедузы